# Бирлогу (Вилча)
Бирлогу (рум. Bârlogu) — село у повіті Вилча в Румунії. Входить до складу комуни Стоєнешть.
Село розташоване на відстані 170 км на північний захід від Бухареста, 17 км на захід від Римніку-Вилчі, 90 км на північ від Крайови, 129 км на південний захід від Брашова.

## Населення
За даними перепису населення 2002 року у селі проживали 417 осіб, усі — румуни. Усі жителі села рідною мовою назвали румунську.